# كلية طب الأسنان (جامعة البصرة)
أسست كلية طب الأسنان في جامعة البصرة عام 2005-2006 لسد النقص الحاد في أعداد أطباء الأسنان في محافظة البصرة و المنطقة الجنوبية لتواكب عمليات التطورات العلمية والطبية في العالم.
وهي إحدى كليات المجموعة الطبية (طب، صيدلة، طب أسنان وتمريض). يهدف تأسيس الكلية لرفد دوائر وزارة الصحة بالمنطقة الجنوبية بكوادر طبية على مختلف المستويات من طبيب ممارس - اختصاصي - وكوادر فنية ولذلك تأسست الكلية في محافظة البصرة والغرض استقطاب الطلبة للدراسة فيها مع العلم إن مدة الدراسة فيها (5) سنوات، يتلقى خلالها عن كيفية التعامل مع الحالات المرضية المتعلقة بالأسنان وبعد اجتياز الطالب مدة الدراسة يمنح بعدها شهادة البكالوريوس في طب الأسنان وجراحة الفم والأسنان عند التخرج.

## فروع الكلية حسب التأسيس
- فرع العلوم الأساسية/ تأسس سنة 2005-2006
- فرع صناعة الأسنان/ تأسس سنة 2006-2007
- فرع الجراحة/ تأسس سنة 2007-2008
- فرع المعالجة/ تأسس سنة 2007-2008
- فرع التقويم والأطفال والوقاية/ تأسس سنة 2008-2009

## وصلات خارجية
موقع الكلية